# Brigita Šuler
Brigita Šuler, slovenska profesorica glasbe in pevka zabavne glasbe, * 30. oktober 1976, Brežice.

## Življenjepis
Brigita je odraščala in živi v kraju Župelevec, ki leži tik ob hrvaški meji ter 11 km od Brežic.
Brigita Šuler je diplomirala na pedagoškem oddelku Akademije za glasbo v Ljubljani. Širši slovenski javnosti se je kot pevka zabavne glasbe predstavila leta 2003. Ena izmed medijsko najbolj odmevnih skladb v njeni izvedbi je »Hej mala, opala« (duet s pevcem Wernerjem).
Doslej je izdala dva albuma: Do zore (2006) in Ne dam srca (2010).

## Nastopi na glasbenih festivalih

### EMA
- 2008: Samara (Werner Brozovič - Andreja Brozovič - Robert Grubišić) - 3. mesto (9.746 telefonskih glasov)
- 2009: Druga liga (Boštjan Groznik - Boštjan Groznik - Werner Brozovič) - 13. mesto (2.301 telefonskih glasov)
- 2010: Para me (Miha Hercog - Saša Lendero - Miha Hercog) - 8. mesto (1.244 telefonskih glasov)

Orion
- 2003: Nekje na dnu srca (Matjaž & Urša Vlašič/Boštjan Grabnar) − nagrada strokovne žirije za najboljšo skladbo v celoti

Hitov festival
- 2003: Premalo ali preveč (M. & U. Vlašič/Grabnar)

Melodije morja in sonca
- 2004: Lep je ta dan – 10. mesto (polfinale)
- 2005: Angelina (z Yuhubando) – 8. mesto (polfinale)

FeNS − Nova scena
- 2004: Pesem v meni (Zvone Hranjec/Brigita Šuler) – zmagovalka